# 24-й стрелковый корпус
24-й Латышский стрелковый корпус — общевойсковое формирование (соединение, стрелковый корпус) в Вооружённых Силах Союза ССР, до и во время Великой Отечественной войны.

## 1-е формирование

### История
Управление корпуса было сформировано в сентябре 1939 года в Калининском военном округе. Затем, вплоть до лета 1940 года корпус дислоцировался в Белорусском особом военном округе.
В июле 1940 года корпус был переброшен (очевидно, только управление с некоторыми частями) в Латвию, где в состав корпуса вошли сформированные из частей латвийской армии 181-я стрелковая дивизия и 183-я стрелковая дивизия. Войска корпуса сохранили латвийскую форму одежды с нашитыми на неё советскими знаками различия. В декабре 1940 года командующим корпусом был назначен Р. Ю. Клявиньш. Но в ходе предвоенной «чистки» корпуса были арестованы и впоследствии расстреляны его командир генерал-лейтенант Р. Ю. Клявиньш, начальник артиллерии корпуса генерал-майор Даннебергс А. Я., комдив-181 генерал-майор Я. П. Лиепиньш, комдив-183 генерал-майор А. Н. Крустыньш. Репрессий избежал только начальник штаба генерал-майор О. Я. Удентиньш, но и он был отстранён от командования и отозван в Москву в Академию Генштаба. 
На 22 июня 1941 года управление корпуса дислоцировалось в Гулбене. Войска корпуса испытывали некомплект в личном составе и технике, при этом часть техники и вооружения была иностранного производства.
В действующей армии во время ВОВ с 22 июня 1941 года по 16 августа 1941 года.
Приграничное сражение в Литве и Латвии
На 27 июня 1941 года 183-й дивизии была поставлена задача организовать оборону по северному берегу р. Зап. Двина в полосе ст. Румбула, Скривери, однако дивизия не успела к тому месту, так как оно уже было занято.
К 30 июня 1941 года войны корпусу была поставлена задача: 181-й стрелковой дивизии выдвинуться на Лубану, 183-й стрелковой дивизии выдвинуться к Мадоне. Однако, по-видимому, в связи с указанием Ставки ГК на заблаговременную организацию обороны на реке Великая задача была изменена и 30 июня 1941 года была новая задача: в ночь на 1 июля 1941 года начать движение в район Остров, Опочка, Новоржев, где пополниться, реорганизоваться и занять там полосу обороны.
181-я стрелковая дивизия утром 1 июля 1941 года выступила в марш по маршруту Гулбене — Литене — Балвы — Виляка — Пурвмала — Аугшпилс — Опочка. 183-я стрелковая дивизия — из Инчукалнса.
Марш не обошёлся без эксцессов: 2 июля 1941 года 181-я стрелковая дивизия попала под авианалёт и танковую атаку передовых частей, понесла потери, но 3 июля 1941 года основные силы 181-й стрелковой дивизии оторвались от быстро наступающего противника и вышли в район реки Лжа южнее Острова. Однако следовавшая за ней из Цесиса — Алуксне 183-я стрелковая дивизия в районе Лиепны попала под удар 36-го мотоциклетного батальона 36-й моторизованной дивизии и понесла уже большие потери.
Из доклада[какого?] от 6 июля 1941 года генерал-майора Н. Э. Берзарина, в то время командующего 27-й армией
 «Существующие корпуса и дивизии носят лишь только это название, а на самом деле это выглядит так:
а) 24-й стрелковый корпус — совершенно неподготовленные части, не имеющие нашей техники, вооружённые всеми системами оружия — всех марок мира. Снабжение их боеприпасами и запасными частями невозможно.

Штабов нет, средств связи нет, укомплектованность начальствующим составом — до 12—15 %, некомплект — до 90 %. Сейчас в этом корпусе (181-я плюс 128-я стрелковые дивизии) не более 8 тысяч (человек).» 
Большой некомплект войск корпуса был связан в том числе и с тем, что во-первых, до начала войны 14 июня 1941 года немалое количество офицеров корпуса (около трети) было репрессировано, с 22 июня 1941 года достаточное количество было уволено из армии, с 29 июня 1941 года увольнения солдат-латышей, по некоторым источниками, приняли достаточно массовый характер. Этот факт демобилизации признавался в советских исследованиях 1960-х — 1970-х годов. По данным советских историков демобилизация командиров и рядовых из числа граждан Латвийской ССР была проведена 29 — 30 июня 1941 года по приказу штаба Северо-Западного фронта. По данным советского доктора исторических наук Василия Савченко из 24-го корпуса были демобилизованы по решению командования 600 командиров и 1400 сержантов и красноармейцев.
Во-вторых, как и во всех трёх национальных прибалтийских корпусах (22-й, 24-й и 29-й), имело место в той или иной мере распространённое дезертирство.
Первой прибыла 181-я стрелковая дивизия, которую до этого отряжали для контрудара против немецкого плацдарма у Крустпилса, где впрочем, она не успела вступить в бой. Она заняла оборону на Псковском шоссе в районе Гаури, Виляка. 183-я стрелковая дивизия двигалась к Острову маршем из района Цесиса, прибыла с потерями только к 7 июля 1941 года, заняла оборону, сменив части 128-й стрелковой дивизии а также будучи за счёт этих частей, пополненной. Собственно, все части корпуса, начиная с 29 июня 1941 года, пополнялись за счёт призывников из глубины страны.
Штаб корпуса расположился в Пушкинских Горах. С 7 июля 1941 года на подступах к Пушкинским Горам и селу Михайловскому развернулись ожесточённые бои с частями 10-го армейского корпуса. 183-я стрелковая дивизия вела бои на подступах к Струги Красные, затем отходит на Дно.
11 июля 1941 года противник прорвался к Новоржеву и захватил Пушкинские Горы и Опочку. Части 24-го стрелкового корпуса ночной контратакой вместе с частями 21-го механизированного корпуса отбросили противника и вернули Пушкинские Горы и Опочку. Собственно, приблизительно с этого времени, дивизии корпуса действовали отдельно.
В ходе контрудара под Сольцами корпус принимал участие одной, 183-й стрелковой дивизией, наступавшей 14 июля 1941 года из района Дно на Ситню, и составляющую основную часть южной группировки наступавших советских войск. 181-я стрелковая дивизия находилась юго-западнее.
18 июля 1941 года немецкие войска вновь перешли в наступление, 181-я стрелковая дивизия 18 июля 1941 года была окружена противником между рекой Сороть и шоссе Пушкинские Горы — Новоржев и была разбита. 183-я же стрелковая дивизия отошла к Шимску и встала там в оборону, прикрывая направление на Старую Руссу.
Корпусное управление, очевидно, в начале августа 1941 года отступило в Старую Руссу и далее, восточнее её, с 16 августа 1941 года из состава действующей армии выведено, 1 сентября 1941 года расформировано.
24-й корпусной авиаотряд прошёл всю войну, совершил 6475 боевых вылетов. 1 сентября 1943 года он был переформирован в 1-й латышский авиационный полк ночных бомбардировщиков.

### Боевой состав
| Дата       | Фронт                 | Армия      | Состав (стрелковые формирования)                  | Другие формирования, в том числе и приданные | Примечания |
| ---------- | --------------------- | ---------- | ------------------------------------------------- | --- | ---------- |
| 22.06.1941 | Северо-Западный фронт | 27-я армия | 181-я стрелковая дивизия 183-я стрелковая дивизия | 613-й корпусной артиллерийский полк 111-й отдельный зенитный артиллерийский дивизион 511-й отдельный батальон связи 305-й отдельный сапёрный батальон 24-й корпусной авиаотряд | —          |
| 01.07.1941 | Северо-Западный фронт | 27-я армия | 181-я стрелковая дивизия 183-я стрелковая дивизия | 613-й корпусной артиллерийский полк 111-й отдельный зенитный артиллерийский дивизион 511-й отдельный батальон связи 305-й отдельный сапёрный батальон                          | —          |
| 10.07.1941 | Северо-Западный фронт | 27-я армия | 181-я стрелковая дивизия 183-я стрелковая дивизия | 613-й корпусной артиллерийский полк 111-й отдельный зенитный артиллерийский дивизион 511-й отдельный батальон связи 305-й отдельный сапёрный батальон                          | —          |
| 01.08.1941 | Северо-Западный фронт | 27-я армия | 181-я стрелковая дивизия 183-я стрелковая дивизия | 613-й корпусной артиллерийский полк 111-й отдельный зенитный артиллерийский дивизион 511-й отдельный батальон связи 305-й отдельный сапёрный батальон                          | —          |

### Командование
- Клявиньш, Роберт Юрьевич, генерал-лейтенант (с 29.12.1940 по 10.06.1941)

- Качанов, Кузьма Максимович, генерал-майор (с 10.06.1941 по 01.09.1941)

## 2-е формирование

### История
Управление корпуса сформировано 24 февраля 1943 года.
В действующей армии с 14 марта 1943 года по 11 мая 1945 года. Управление корпуса (Владимир-Волынский) расформировано в июле 1946 года.
Черниговско-Припятская операция
Киевская наступательная операция
Киевская оборонительная операция
Житомирско-Бердичевская наступательная операция
Ровно-Луцкая наступательная операция
Проскуровско-Черновицкая наступательная операция
Львовская наступательная операция
Сандомирская наступательная операция
Сандомирско-Силезская наступательная операция
Нижне-Силезская наступательная операция
Котбус-Потсдамская наступательная операция
Дрезденско-Пражская наступательная операция

### Подчинение и состав
| Дата       | Фронт                    | Армия      | В составе (стрелковые) | Другие части, в том числе приданные                                                            | Примечания          |
| ---------- | ------------------------ | ---------- | --- | ---------------------------------------------------------------------------------------------- | ------------------- |
| 01.03.1943 | Московский военный округ | -          | - | -                                                                                              | (только управление) |
| 01.04.1943 | Центральный фронт        | -          | 112-я стрелковая дивизия 42-я стрелковая бригада 29-я лыжная бригада                                                       | 361-й отдельный батальон связи 1707-я военно-почтовая станция                                  | -                   |
| 01.05.1943 | Центральный фронт        | 60-я армия | 112-я стрелковая дивизия 42-я стрелковая бригада 129-я стрелковая бригада 29-я лыжная бригада                              | 361-й отдельный батальон связи 1707-я военно-почтовая станция                                  | -                   |
| 01.06.1943 | Центральный фронт        | 60-я армия | 112-я стрелковая дивизия 42-я стрелковая бригада 129-я стрелковая бригада                                                  | 361-й отдельный батальон связи 1707-я военно-почтовая станция                                  | -                   |
| 01.07.1943 | Центральный фронт        | 60-я армия | 112-я стрелковая дивизия 42-я стрелковая бригада 129-я стрелковая бригада                                                  | 361-й отдельный батальон связи 1707-я военно-почтовая станция                                  | -                   |
| 01.08.1943 | Центральный фронт        | 60-я армия | 112-я стрелковая дивизия 226-я стрелковая дивизия (2-го формирования) 248-я стрелковая бригада                             | 361-й отдельный батальон связи 1707-я военно-почтовая станция                                  | -                   |
| 01.09.1943 | Центральный фронт        | 60-я армия | 112-я стрелковая дивизия 226-я стрелковая дивизия (2-го формирования) 322-я стрелковая дивизия 248-я стрелковая бригада    | 361-й отдельный батальон связи 1707-я военно-почтовая станция                                  | -                   |
| 01.10.1943 | Центральный фронт        | 60-я армия | 112-я стрелковая дивизия 226-я стрелковая дивизия (2-го формирования) 248-я стрелковая бригада                             | 361-й отдельный батальон связи 1707-я военно-почтовая станция                                  | -                   |
| 01.11.1943 | 1-й Украинский фронт     | 60-я армия | 112-я стрелковая дивизия 226-я стрелковая дивизия (2-го формирования)                                                      | 361-й отдельный батальон связи 1707-я военно-почтовая станция                                  | -                   |
| 01.12.1943 | 1-й Украинский фронт     | 60-я армия | 6-я гвардейская стрелковая дивизия 112-я стрелковая дивизия 226-я стрелковая дивизия (2-го формирования)                   | 361-й отдельный батальон связи 1707-я военно-почтовая станция                                  | -                   |
| 01.01.1944 | 1-й Украинский фронт     | 13-я армия | 140-я стрелковая дивизия 149-я стрелковая дивизия 287-я стрелковая дивизия                                                 | 361-й отдельный батальон связи 1707-я военно-почтовая станция                                  | -                   |
| 01.02.1944 | 1-й Украинский фронт     | 13-я армия | 112-я стрелковая дивизия 149-я стрелковая дивизия 287-я стрелковая дивизия                                                 | 361-й отдельный батальон связи 1707-я военно-почтовая станция                                  | -                   |
| 01.03.1944 | 1-й Украинский фронт     | 13-я армия | 149-я стрелковая дивизия 287-я стрелковая дивизия                                                                          | 361-й отдельный батальон связи 1707-я военно-почтовая станция                                  | -                   |
| 01.04.1944 | 1-й Украинский фронт     | 13-я армия | 71-я стрелковая дивизия 287-я стрелковая дивизия 350-я стрелковая дивизия                                                  | 361-й отдельный батальон связи 1707-я военно-почтовая станция                                  | -                   |
| 01.05.1944 | 1-й Украинский фронт     | 13-я армия | 71-я стрелковая дивизия 287-я стрелковая дивизия 350-я стрелковая дивизия                                                  | 361-й отдельный батальон связи 1707-я военно-почтовая станция                                  | -                   |
| 01.06.1944 | 1-й Украинский фронт     | 13-я армия | 71-я стрелковая дивизия 287-я стрелковая дивизия 350-я стрелковая дивизия                                                  | 361-й отдельный батальон связи 1707-я военно-почтовая станция 442-я полевая авторемонтная база | -                   |
| 01.07.1944 | 1-й Украинский фронт     | 13-я армия | 71-я стрелковая дивизия 287-я стрелковая дивизия 350-я стрелковая дивизия                                                  | 361-й отдельный батальон связи 1707-я военно-почтовая станция 442-я полевая авторемонтная база | -                   |
| 01.08.1944 | 1-й Украинский фронт     | 13-я армия | 71-я стрелковая дивизия 162-я стрелковая дивизия 350-я стрелковая дивизия                                                  | 361-й отдельный батальон связи 1707-я военно-почтовая станция 442-я полевая авторемонтная база | -                   |
| 01.09.1944 | 1-й Украинский фронт     | 13-я армия | 117-я гвардейская стрелковая дивизия 121-я гвардейская стрелковая дивизия 71-я стрелковая дивизия 350-я стрелковая дивизия | 361-й отдельный батальон связи 1707-я военно-почтовая станция 442-я полевая авторемонтная база | -                   |
| 01.10.1944 | 1-й Украинский фронт     | 13-я армия | 121-я гвардейская стрелковая дивизия 280-я стрелковая дивизия 350-я стрелковая дивизия                                     | 361-й отдельный батальон связи 1707-я военно-почтовая станция 442-я полевая авторемонтная база | -                   |
| 01.11.1944 | 1-й Украинский фронт     | 13-я армия | 121-я гвардейская стрелковая дивизия 280-я стрелковая дивизия 350-я стрелковая дивизия                                     | 361-й отдельный батальон связи 1707-я военно-почтовая станция 442-я полевая авторемонтная база | -                   |
| 01.12.1944 | 1-й Украинский фронт     | 13-я армия | 117-я гвардейская стрелковая дивизия 172-я стрелковая дивизия                                                              | 361-й отдельный батальон связи 1707-я военно-почтовая станция 442-я полевая авторемонтная база | -                   |
| 01.01.1945 | 1-й Украинский фронт     | 13-я армия | 147-я стрелковая дивизия 350-я стрелковая дивизия                                                                          | 361-й отдельный батальон связи 1707-я военно-почтовая станция 442-я полевая авторемонтная база | -                   |
| 01.02.1945 | 1-й Украинский фронт     | 13-я армия | 147-я стрелковая дивизия 350-я стрелковая дивизия 395-я стрелковая дивизия                                                 | 361-й отдельный батальон связи 1707-я военно-почтовая станция 442-я полевая авторемонтная база | -                   |
| 01.03.1945 | 1-й Украинский фронт     | 13-я армия | 112-я стрелковая дивизия 350-я стрелковая дивизия 395-я стрелковая дивизия                                                 | 361-й отдельный батальон связи 1707-я военно-почтовая станция 442-я полевая авторемонтная база | -                   |
| 01.04.1945 | 1-й Украинский фронт     | 13-я армия | 350-я стрелковая дивизия 395-я стрелковая дивизия                                                                          | 361-й отдельный батальон связи 1707-я военно-почтовая станция 442-я полевая авторемонтная база | -                   |
| 01.05.1945 | 1-й Украинский фронт     | 13-я армия | 117-я гвардейская стрелковая дивизия 280-я стрелковая дивизия 395-я стрелковая дивизия                                     | 361-й отдельный батальон связи 1707-я военно-почтовая станция 442-я полевая авторемонтная база | -                   |

Награды частей корпусного подчинения:
- 361-й отдельный ордена Красной Звезды[6] батальон связи

### Командование
- Кирюхин, Николай Иванович, генерал-майор, с 17.01.1944 генерал-лейтенант (с 24.02.1943 по 17.08.1944)
- Онуприенко, Дмитрий Платонович, генерал-майор, (с 18.08.1944 по 06.1946[7])

## Отличившиеся воины
- Кирюхин, Николай Иванович, генерал-майор, командир корпуса.
- Кузьминых, Иван Ильич, командир 98 армейского истребительного батальона противотанковых ружей[8].